# Kaira levii
Kaira levii là một loài nhện trong họ Araneidae.
Loài này thuộc chi Kaira. Kaira levii được miêu tả năm 1993 bởi Alayón.